# Рокаказале (Л'Аквила)
Рокаказале (итал. Roccacasale) је насеље у Италији у округу Л'Аквила, региону Абруцо.
Према процени из 2011. у насељу је живело 566 становника. Насеље се налази на надморској висини од 403 м.